# Râul Ghiula, Bâsca Mare
Râul Ghiula este curs de apă afluent al râului Bâsca Mare. 

## Hărți
- Harta Turistică Covasna